# A kis kedvencek titkos élete
A kis kedvencek titkos élete (eredeti cím: The Secret Life of Pets) 2016-ban bemutatott amerikai 3D-s számítógépes animációs film, amelyet Chris Renaud rendezett, Christopher Meledandri és Janet Healy produceri segédletével. A forgatókönyvet Cinco Paul, Ken Daurio és Brian Lynch írta, a zenéjét Alexandre Desplat szerezte. A mozifilm az Illumination Entertainment és az Universal Pictures gyártásában készült, és ugyancsak az Universal forgalmazásában jelent meg. Műfaját tekintve filmvígjáték.
Amerikában 2016. július 8-án, Magyarországon 2016. augusztus 4-én mutatták be a mozikban.

## Cselekmény
|  | Alább a cselekmény részletei következnek! |

Az elkényeztetett Max naponta ül az ajtó előtt és alig várja, hogy gazdája, Katie hazaérkezzen. Fenekestül felfordul világa, mikor Katie egy Duke nevű kutyával tér haza.
Max próbálná betölteni az alfahím szerepét Duke felett, amelyet Duke nem néz jó szemmel. Egyszer, amikor lemennek a parkba sétálni, Duke elrángatja Maxet egy sikátorba és beledobja a kukába. Hirtelen feltűnik egy csupasz macska, Ozone és csapata, akik megfenyegetik őket és leszedik a nyakörveiket. A két kutyát így nyakörv nélkül befogja a sintér. Hógolyó, a pszichopata nyúl és embergyűlölő bandája kiszabadítja őket, s attól fogva a két kutya kényszerűségből velük van. Levezetik őket a csatornarendszerbe, ahol egy egész hadseregnyi kidobott állat él, akik bosszút esküdtek az emberek ellen, mivel a gazdáik elhanyagolták őket. 
Eközben a többiek észreveszik Max és Duke eltűnését, úgy gondolják hogy idegen emberek rabolták el őket. Gigi kijelenti,  hogy felderítést szervez a két kutya után. Ám a többiek félnek a külvilágtól, és nem akarják elhagyni a házat. Pajti felvezeti őket a papájához, akinél sok házi kedvenc gyűlt össze, hogy bulizhassanak. Pajti papája ugyan ismeri a csatorna útvonalát, de 12 éves (emberévekben 84) kora révén már nem képes elhagyni a házat. Papa levezeti őket a titkos útra, ahol végül csak elérkeznek a csatornarendszerhez. 
Közben a két kutyát Hógolyó a viperájukhoz küldi, hogy megmarhassa és így bandataggá nyilváníthassa a két kutyát; Max-nek és Duke-nak azonban nem tetszik az ötlet, ezért megpróbálnak elszökni. Miután egy hosszas harc végén Duke megöli a viperát; Hógolyó és bandája kijelenti hogy az életük árán is ki fogják nyírnyi a két kutyát. A többiek közben elérkeznek ahhoz a rejtekhelyhez ahol Hógolyó és bandája a viperát gyászolja. Közben Gigi kihallgatja Hógolyót, aki éppen azon morfondírozik, hogyan ölhetné meg a két kutyát; Azon nyomban felemeli a hangját, és azt mondja Hógolyónak, hogy ő Max legjobb barátja, és akármi történik meg fogja őt keresni, és örökre mellette marad. Azonban ez nem lesz egyszerű, ugyanis Hógolyó és a bandája nem hagyják annyiban a dolgot, utána rohannak a többieknek is, hogy őket is kinyuvasszák. A többieknek végül sikerül elszökni, de Norman, a kis tengerimalac továbbra is Hógolyó fogságában marad.
Közben Max és Duke útja Brooklynba vezet, ahol egy virsligyárba tévednek és jóízűen elkezdenek falatozni, ám bármilyen kényelmes is nekik ott, a sintérek már felkészülve várják a két kutyát. Max és Duke sikeresen elszöknek a virsligyárból és folytatják barangolásukat. Végül rátalálnak arra a házra, ahol Duke a régebbi gazdájával élt. Max és Duke bemennek a házba, ahol egy macska fogadja őket. A macska elmondja nekik hogy Duke régi gazdája kb. 3 hónappal azelőtt, 82 évesen elhunyt. Duke elkeseredik, és Max-et hibáztatja, amiért iderángatta őt a semmiért. Azzal is megvádolja, hogy Max meg akar tőle szabadulni, és emiatt nagyon mérges Max-re. Max faképnél hagyja Duke-ot, amikor a sintérek megjelennek. A sintéreknek Duke-ot sikerül elfogniuk, és ezzel egy igazán hajmeresztő kalandban lesz részük. Max találkozik Hógolyóval és barátaival (Gyíkpofavál, Harcival és Tetkóval), akik 'anya és kisbabája' álruhába öltözve álcázzák magukat. Közben a sintérek rájönnek a turpisságra, és elkapják Hógolyó barátait. Max és Hógolyó számára nyilvánvalóvá válik, hogy a két állatnak össze kell fognia a barátaik megtalálása érdekében. Hógolyó és Max elkoboznak egy távolsági buszt, hogy a nyomukba eredhessenek, és visszatérjenek Manhattanbe a barátaikkal együtt.
Közben a Brooklyn-hídon utolérik a sintérkocsit, amely éppen az East River folyóba készül belezuhanni. Közben megérkeznek a többiek is, ahol alaposan ellátják a baját Hógolyó bandájának. Hógolyó barátainak és a sintéreknek ugyan sikerül kiszökniük a kocsiból, de Duke odabent ragadt, mert a  ketrecének az ajtaja zárva maradt. Max megpróbálja kiszabadítani Duke-ot a ketrecből, de miután megszerezte a kulcsokat, véletlenül bekapcsolja a kocsi ablaktörlőjét, aminek hatására a kocsi a folyóba zuhan, eközben Max és Duke továbbra is bent vannak a kocsiban. Mikor Gigi és a többiek azt hiszik, hogy odavan minden remény, Hógolyó megtalálja a kulcsokat, és sikeresen kiszabadítja Max-et és Duke-ot. Közben miután sikerül kijutniuk az East Riverből, Hógolyó barátai és a többi állat egy taxiskocsival jelennek meg, és Tetkó a házi sertés vezetésével végül mindannyian hazaérkeznek. 
A történet végén kiderül, hogy Gigi azért akarta megtalálni őket, mert ő halálosan szerelmes Max-be. Mielőtt Hógolyó és bandája visszatérnének a csatornába, egy fiatal, 7 év körüli kislány meglátja Hógolyót, és azonnal örökbe akarja őt fogadni. Hógolyónak elsőre nem tetszik az ötlet, de aztán elfogadja a kislány szeretetét, és elválaszthatatlanok lesznek. Közben a többiek is hazaérkeznek a saját otthonukba, még a gazdájuk megérkezte előtt.
A stáblista közbeni jelenetnél Pajti és Mel egy buliba érkeznek ahová Hógolyó engedi be őket (utóbbi egy minyon-jelmezben, utalva ezzel a stúdió nagysikerű karaktereire).
|  | Itt a vége a cselekmény részletezésének! |

## Szereplők
A szereplők a történet szerint New York-ban élnek.
| Szereplő | Eredeti hang     | Magyar hang    | Fajtája                      |
| --- | ---------------- | -------------- | ---------------------------- |
| Max | Louis C.K.       | Széles Tamás   | kutya (Jack Russell terrier) |
| Duke | Eric Stonestreet | Szabó Győző    | kutya (újfundlandi keverék)  |
| Hógolyó | Kevin Hart       | Csőre Gábor    | nyúl                         |
| Gigi | Jenny Slate      | Jordán Adél    | kutya (Törpespicc)           |
| Chloe | Lake Bell        | Peller Anna    | macska (Brit rövidszőrű)     |
| Tibériusz | Albert Brooks    | Csankó Zoltán  | rőtfarkú ölyv                |
| Papa | Dana Carvey      | Benkő Péter    | kutya (Basset hound)         |
| Mel | Bobby Moynihan   | Elek Ferenc    | kutya (Mopsz)                |
| Katie | Ellie Kemper     | Gubás Gabi     | ember                        |
| Ózon | Steve Coogan     | Scherer Péter  | macska (Szfinx)              |
| Pajti | Hannibal Buress  | Kálid Artúr    | kutya (Tacskó)               |
| Norman | Chris Renaud     | Fesztbaum Béla | tengerimalac                 |
| Tetkó | Michael Beattie  | Bognár Tamás   | házi sertés                  |
| További magyar hangok: Andrusko Marcella, Berkes Bence, Bor László, Csonka Anikó, Csuha Lajos, Czirják Csilla, Dévai Balázs, Endrédi Máté, Epres Attila, Fabó Györgyi, Forgács Gábor, Hannus Zoltán, Hay Anna, Jéger Zsombor, Kapácsy Miklós, Karácsonyi Zoltán, Király Adrián, Kossuth Gábor, Láng Balázs, Lipcsey Colini Borbála, Mészáros Máté, Mohácsi Nóra, Molnár Levente, Schneider Zoltán, Seder Gábor, Szabó Máté, Téglás Judit, Törtei Tünde, Varga Gábor, Vári Attila |                  |                |                              |

### Magyar változat
A szinkront a Mafilm Audio Kft. készítette.
- Magyar szöveg: Speier Dávid
- Hangmérnök: Tóth Péter Ákos
- Rendezőasszisztens és vágó: Simkóné Varga Erzsébet
- Gyártásvezető: Kablay Luca
- Szinkronrendező: Tabák Kata